# Heinz Irmscher
Heinz Irmscher (* 6. Juli 1920 in Göritzhain; † September 2004 in Stralsund) war ein deutscher Marineoffizier, zuletzt Konteradmiral der Volksmarine.

## Seefahrtszeit 1935 bis 1945
Irmscher besuchte die Volksschule und ließ sich ab 1935 zum Seemann ausbilden. Er fuhr als Schiffsjunge, Leichtmatrose und Matrose, bevor er von 1939 bis 1941 an der Seefahrtsschule in Hamburg ein Studium zum nautischen Offizier der Handelsmarine absolvierte. Anschließend fuhr er als III. und II. Offizier auf verschiedenen Tankern, darunter ab 1945 auf der Celebes, die der Kriegsmarine unterstand, jedoch eine zivile Besatzung hatte. Irmscher wurde daher nicht Soldat, sondern verblieb als Zivilist in der Handelsmarine. Am 12. Dezember 1941 beantragte Irmscher die Aufnahme in die NSDAP und wurde zum 1. Februar 1942 aufgenommen (Mitgliedsnummer 8.735.142).

## Laufbahn nach 1945
Von 1945 bis 1946 arbeitete Irmscher als Bauhilfsarbeiter in seinem Geburtsort und trat 1946 der SED bei, für die er als Funktionär im Kreis Rochlitz tätig wurde.
1950 trat Irmscher als Referent in die Hauptverwaltung Seepolizei ein und gehörte zu den leitenden Offizieren, die unter Waldemar Verner die Volkspolizei See aufbauten. Von 1951 bis 1954 arbeitete er als Abteilungsleiter im Stab der Seepolizei (Volkspolizei-See). Im Zeitraum 1955 bis 1957 war er Chef der Flottenbasis Peenemünde, aus der die 1. Flottille der Volksmarine hervorging. 1957/58 war er Leiter der Ausbildung im Kommando der Seestreitkräfte, um anschließend selber an einem Offiziersstudium an der Offizierhochschule teilzunehmen.
1961/62 war er Betriebsleiter und Produktionsdirektor beim VEB Peenewerft in Wolgast. Es folgte von 1962 bis 1970 eine Tätigkeit als stellvertretender Chef des Stabes für Ausbildung im Kommando der Volksmarine in Rostock. 1970 übernahm Irmscher die Führung der OHS der Volksmarine in Stralsund und behielt diese Funktion bis zu seinem Eintritt in den Ruhestand am 30. April 1976. Am 1. März 1971 wurde er zum Konteradmiral ernannt. 1976 wurde er mit dem Vaterländischen Verdienstorden in Gold ausgezeichnet. Irmscher lebte zuletzt in Stralsund und wurde nach seinem Tod seebestattet.